# Myxilla perspinosa
Myxilla perspinosa är en svampdjursart som beskrevs av William Lundbeck 1909. Myxilla perspinosa ingår i släktet Myxilla och familjen Myxillidae. Inga underarter finns listade i Catalogue of Life.